# 米海尔二世·科穆宁·杜卡斯
米海尔二世·科穆宁·杜卡斯（希臘語：Μιχαήλ Β΄ Κομνηνός Δούκας），或在叙述记事中称米海尔二世·安杰洛斯，是1230年至1266-1268年间伊庇鲁斯专制国的统治者。他是米海尔一世的私生子。史学家季米特里奥斯·波列米斯猜测他的生年当在其父统治的早期，约在1206年。就如他的大部分家族成员，米海尔二世更喜欢使用杜卡斯或科穆宁·杜卡斯这个姓氏，同时代的拜占庭史学家也以安杰罗斯这个姓氏称呼他。在米海尔一世遭暗杀，其兄弟狄奥多罗斯继位后，米海尔二世度过了一段流亡生涯。根据米海尔后来的嫔妃阿尔塔的狄奥多拉的圣人传，他的流亡地在伯罗奔尼撒半岛。当狄奥多罗斯在克罗克特尼察战役中被保加利亚人击败，米海尔便乘机会到了伊庇鲁斯并夺回了治权。1236年，米海尔占领了克基拉岛。1238年，他与普世牧首日耳曼努斯二世会面。1241年，米海尔的叔父曼努埃尔去世，他迅速地做出反应并占领了曼努埃尔统治的色萨利。1249年，他从尼西亚皇帝约翰三世·杜卡斯·瓦塔基斯处获得了专制公的头衔。在狄奥多罗斯和曼努埃尔统治塞萨洛尼基帝国期间，米海尔二世的伊庇鲁斯是与前者不相属的独立政权。
为了抗衡尼西亚的约翰三世，他选择了与其退守沃德纳的叔父狄奥多罗斯结盟，由此打乱正动员兵力进攻君士坦丁堡的约翰的计划。1251年春，两人突袭了塞萨洛尼基，但没能攻下该城。次年春，约翰三世进入欧洲，科穆宁·杜卡斯叔侄取道卡斯托里亚返回伊庇鲁斯。随后，伊庇鲁斯方的将领约翰·格拉瓦斯、米海尔二世的连襟狄奥多罗斯·佩特拉利法斯和克鲁亚的统治者戈勒姆变节至尼西亚一方，迫使米海尔二世与约翰三世和谈。在拉里萨成立的条约中，米海尔二世放弃了所有其在马其顿的城池以及之前占领的地区。约翰三世还要求带回狄奥多罗斯和米海尔二世的儿子尼基弗鲁斯作为人质。
随后，尼西亚帝国逼迫米海尔二世割让了都拉齐翁和塞尔维亚城，这坚定了米海尔二世在尼西亚领土扩张的决心。然而正当他进军塞萨洛尼基时，西西里国王曼弗雷德出兵都拉齐翁并占领了该城，米海尔依旧决心攻下塞萨洛尼基，于是他与曼弗雷德达成协议，将女儿嫁给曼弗雷德并割让了克基拉岛作为嫁妆。他还与亚该亚公爵微勒哈度因的威廉缔结了盟约。三方的军队于1259年蹂躏了马其顿地区并准备与尼西亚方的约翰·帕里奥洛格斯（米海尔八世的兄弟）展开交锋。然而，米海尔与盟友之间的猜忌和其私生子约翰·杜卡斯的叛变，加之米海尔自身对盟友的舍弃，导致尼西亚军大胜亚该亚并俘虏了威廉，米海尔则逃亡至伊奥尼亚群岛。虽然尼西亚占领了伊庇鲁斯，但由于受到强烈抵抗而被迫撤退，米海尔在曼弗雷德的帮助下重新回到了伊庇鲁斯。1264年，米海尔再一次被击败并被迫承认米海尔八世为宗主。1268年米海尔薨逝，其领土由两个儿子尼基弗鲁斯（伊庇鲁斯）和约翰（色萨利）继承。